# Tommaso Temanza
Tommaso Temanza (1705-1789) foi um arquiteto e engenheiro da Itália.
Foi aluno de seu tio Giovanni Scalfarotto e amigo do teórico Francesco Milizia. Trabalhou para a República de Veneza e seguiu a estética palladiana. Entre seus trabalhos está a igreja de Santa Maria Madalena em Veneza. Deixou um compêndio biográfico intitulado Vite dei più celebri Architetti e Scultori Veneziani che fiorirono nel Secolo Decimosesto, publicado em 1778 e o livro Delle antichità di Rimino, de 1741.